# ایرینا بروک
ایرینا بروک (فرانسوی: Irina Brook‎؛ زادهٔ ۵ آوریل ۱۹۶۲) هنرپیشه، بازیگر سینما و کارگردان نمایش اهل فرانسه است.
از فیلم‌ها یا برنامه‌های تلویزیونی که وی در آنها نقش داشته‌است می‌توان به دنیای مردگان و ماشنکا اشاره کرد.
وی همچنین برندهٔ جوایزی همچون لژیون دونور (شوالیه) شده‌است.